# Carl Millöcker
Carl (o Karl) Joseph Millöcker (Viena, 29 de abril de 1842 - Baden bei Wien, 31 de diciembre de 1899) fue un compositor de operetas y director de orquesta austriaco.
Nació en Viena, donde estudió flauta en el Conservatorio de Viena. Tras desempeñar diversos cargos en la ciudad empezó a componer operetas. La primera fue Der tote Gast, una pieza en un acto estrenada en 1865 con libreto de Ludwig Harisch, basado en una novela de Heinrich Zschokke. El éxito internacional de Der Bettelstudent (El estudiante mendigo), le permitió retirarse de la dirección. Sin embargo, nunca logró otro éxito comparable con posterioridad.
Carl Millöcker murió en Baden bei Wien el 31 de diciembre de 1899 y fue enterrado en una tumba honorífica en el cementerio Zentralfriedhof de Viena (grupo 32, A35).